# تشاك روب
تشاك روب (بالإنجليزية: Chuck Robb) (و. 1939 – م) هو سياسي، وضابط، ومحام من الولايات المتحدة الأمريكية ولد في فينيكس، أريزونا.
تولى منصب عضو مجلس الشيوخ الأمريكي .وهو عضو في الحزب الديمقراطي الأمريكي .

## التعليم
تعلم في جامعة ويسكونسن-ماديسون.

## مناصب وهيئات
أدار جامعة جورج ماسون.